# Longa Marcha 4C

Foguete Longa Marcha 4C

Longa Marcha 4C (Chang Zheng 4C em pinyin, abreviado para CZ-4C) é um modelo da família de foguetes Longa Marcha.

## Características
O Longa Marcha 4C é um lançador orbital chinês de três estágios projetado para colocar satélites de até 2800 kg em órbita terrestre baixa. Deriva diretamente do Longa Marcha 4B, e sua diferença mais importante é o uso de um segundo estágio mais avançado.

## Histórico de lançamentos
| Voo | Data                   | Plataforma de lançamento                          | Carga                                | Resultado | Notas         |
| --- | ---------------------- | ------------------------------------------------- | ------------------------------------ | --------- | ------------- |
| 1   | 26 de abril de 2006    | Centro de Lançamento de Taiyuan, plataforma LC-7  | Yaogan 1                             | Êxito     | Primeiro voo. |
| 2   | 11 de novembro de 2007 | Centro de Lançamento de Taiyuan, plataforma LC-7  | Yaogan 3                             | Êxito     |               |
| 3   | 27 de maio de 2008     | Centro de Lançamento de Taiyuan, plataforma LC-7  | FY-3A                                | Êxito     |               |
| 4   | 15 de dezembro de 2009 | Centro de Lançamento de Taiyuan, plataforma LC-9  | Yaogan 8, XW-1                       | Êxito     |               |
| 5   | 5 de março de 2010     | Centro de Lançamento de Jiuquan, plataforma SLS-2 | Yaogan 9A, Yaogan 9B, Yaogan 9C      | Êxito     |               |
| 6   | 10 de agosto de 2010   | Centro de Lançamento de Taiyuan, plataforma LC-9  | Yaogan 10                            | Êxito     |               |
| 7   | 4 de novembro de 2010  | Centro de Lançamento de Taiyuan, plataforma LC-9  | FY-3B                                | Êxito     |               |
| 8   | 29 de maio de 2012     | Centro de Lançamento de Taiyuan, plataforma LC-7  | Yaogan 15                            | Êxito     |               |
| 9   | 25 de novembro de 2012 | Centro de Lançamento de Jiuquan, plataforma SLS-2 | Yaogan 16A, Yaogan 16B, Yaogan 16C   | Êxito     |               |
| 10  | 19 de julho de 2013    | Centro de Lançamento de Taiyuan, plataforma LC-9  | SJ-15, SY-7, CX-3                    | Êxito     |               |
| 11  | 1 de setembro de 2013  | Centro de Lançamento de Jiuquan, plataforma LC-43 | Yaogan 17                            | Êxito     |               |
| 12  | 23 de setembro de 2013 | Centro de Lançamento de Taiyuan, plataforma LC-9  | FY-3C                                | Êxito     |               |
| 13  | 20 de novembro de 2013 | Centro de Lançamento de Taiyuan, plataforma LC-9  | Yaogan 19                            | Êxito     |               |
| 14  | 9 de agosto de 2014    | Centro de Lançamento de Jiuquan, plataforma SLS-2 | Yaogan 20A, Yaogan 20B, Yaogan 20C   | Êxito     |               |
| 15  | 20 de outubro de 2014  | Centro de Lançamento de Taiyuan, plataforma LC-9  | Yaogan 22                            | Êxito     |               |
| 16  | 10 de dezembro de 2014 | Centro de Lançamento de Jiuquan, plataforma SLS-2 | Yaogan 25A / Yaogan 25B / Yaogan 25C | Êxito     |               |